# Integrative Klimaklassifikation
Die integrative Klimaklassifikation ist die Gliederung der Erde in Regionen mit vergleichbaren Klimaverhältnissen, indem sowohl ursächliche atmosphärische Klimaelemente und -faktoren wie bei einer genetischen Klassifikation – wie die Sonneneinstrahlung oder Windsysteme –, als auch Klimawirkungen – wie Lufttemperaturen, Niederschläge oder die aktuelle Bodenbedeckung – wie bei einem effektiven Modell verwendet werden. Sie ist der jüngste Ansatz der räumlichen Klimamodellierung und versucht, die Nachteile der beiden „klassischen“ Methoden aufzuheben. Faktisch sind diese Modelle jedoch kein Ersatz für die effektiven Ansätze, da sie sich auf wenige (quantifizierbare) Parameter beschränken und die realen geobotanische (schwer quantifizierbare) Verbreitung der Vegetationstypen nicht berücksichtigen.
Besondere Bedeutung hat diese Klimaklassifikation für die Klimamodellierung und die globale Erwärmung, insofern künftige Änderungen des Systems „Klima-Erdoberfläche-Vegetation“ durch Grenzverschiebungen prognostiziert werden können.

## Ausgangsproblem bestehender Klassifikationen
Das Problem aller vorhandenen effektiven Klassifikationen ist, dass diese in Bezug auf die Vegetation keine oder nur teilweise quantitativen Parameter heranziehen; auch die auf der Mittelwertklimatologie basierenden Klassifikationen genügen nicht den heutigen Ansprüchen (Lauer 2002). Genetische Klassifikationen sind aufgrund der großen Dynamik der planetarischen Zirkulation im Jahreslauf und darüber hinaus nicht geeignet, um daraus klare Begrenzungen abzuleiten.

## Ökophysiologische Klimaklassifikation

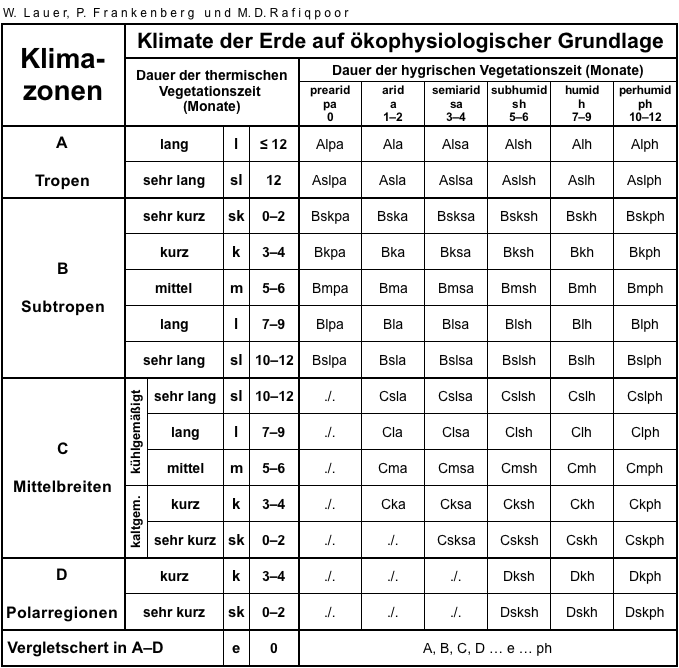
Klimaschlüssel nach Lauer, Frankenberg & Rafiqpoor

Dieses Modell, das Wilhelm Lauer, Peter Frankenberg und M. Daud Rafiqpoor (nach Vorarbeiten von Lauer & Frankenberg) 1996 veröffentlichten, ist die erste integrative Klimaklassifikation. Die Quantifizierung der fünf Linienelemente (Klimazonen, Isothermomenen (thermische Vegetationsdauer), Isohygromenen (hygrische Vegetationsdauer), Isochiomenen (Schneebedeckungsdauer), Kontinentalitätsstufen) unterscheidet diese von allen bisherigen Klassifikationen.
Im Unterschied zu der effektiven Köppen-Geiger-Klassifikation mit 30 Klimatypen ist die Lauer-Klassifikation mit 72 Klimatypen in vier (bzw. fünf) Klimazonen wesentlich differenzierter. Die Besonderheit ist die Quantifizierung der Grenzlinien.

### Grundlagen und Ziel
Die ökophysiologische Klimaklassifikation baut auf Grundlage empirischer Daten (Klimastationsdaten) und der Wärme- und Wasserbedürfnisse der realen Vegetation als Bezugsgrundlagen auf. Ziel dieser von Wilhelm Lauer, Peter Frankenberg und M. Daud Rafiqpoor entwickelten, integrierten Klimaklassifikation ist es, die durch anthropogene Einflüsse oder natürliche Prozesse (Rodung, Wiederaufforstung, Schadstoffemission, Treibhauseffekt, Waldsterben etc.) bedingten Wechselwirkungen des Systems „Klima–Pflanze–Boden“ als Reaktion der Pflanzendecke auf das Klima mit empirischen Daten zu quantifizieren.
Die konsequente Beschränkung auf fünf eindeutig fassbare Parameter hat den Vorteil, dass Veränderungen schnell und sicher erkennbar gemacht werden. Ein Bezug zu den realen Zuständen – die auf wesentlich mehr Klimaparametern und deren Wechselwirkungen beruhen – (und damit ein Vergleich mit effektiven Klimaklassifikationen) ist nicht zielführend (siehe Einordnung).

### Methodische Grundzüge
Die Bestrahlungszonen der Erde bilden das übergeordnete Gliederungsprinzip der Klimazonierung. Weitere Elemente sind ermittelte und berechnete Größen des Wärme- und Wasserhaushaltes.
„Der Wärmehaushalt wurde als monatliche Dauer der thermischen Vegetationszeit durch die ökophysiologischen Ansprüche der realen Vegetation und Kulturpflanzen berücksichtigt. Der Wasserhaushalt fand seinen Ausdruck durch die monatliche Dauer der hygrischen Vegetationszeit, berechnet auf der Basis der potentiellen Landschaftsverdunstung als physikalisch begründete Wasserbilanz. Durch die gegenseitige Beeinflussung der Parameter des Wärme- und Wasserhaushaltes ergibt sich ein Gerüst von qualitativ bestimmten Klimatypen. Zur näheren Kennzeichnung der Klimatypen der Außertropen wurden Maritimität / Kontinentalität der Klimate und die Dauer der Monate mit potentieller Schneebedeckung als weitere Kriterien herangezogen. Die Klimate der Hochgebirge wurden, im Gegensatz zu den bisherigen Klassifikationen, in ihrer dreidimensionalen Anordnung in das rechnerisch konzipierte Klassifikationssystem eingebunden (Lauer 2002).“

### Klimatypisierung
Die vier klassischen Klimazonen sind in Tropen, Subtropen, Mittelbreiten sowie Polarregion differenziert. Als Grundlage der Abgrenzung wird die maximale jährliche Tageslängenschwankung (Längster Tag des Jahres minus kürzester Tag in Stunden) in Verbindung mit der erwarteten und tatsächlichen Strahlungsbilanz zugrunde gelegt. Die zusätzliche Trennlinie zwischen kalten und kühlen Mittelbreiten wird für die Klimazonen des Modells mit der Isothermomene von 4,5 Monaten thermischer Vegetationszeit gebildet.
Die Klimatypen sind nach der „Dauer der thermischen Vegetationszeit“ in die thermischen Klassen oligotherm (sehr kurz), mikrotherm (kurz), mesotherm (mittel), makrotherm (lang) und megatherm (sehr lang) eingeteilt. Die „Dauer der hygrischen Vegetationszeit“ wird anhand der Klassen prearid, arid, semiarid, subhumid, humid, perhumid und semihumid unterteilt. Insgesamt gibt es 72 Klimatypen.

#### Einordnung

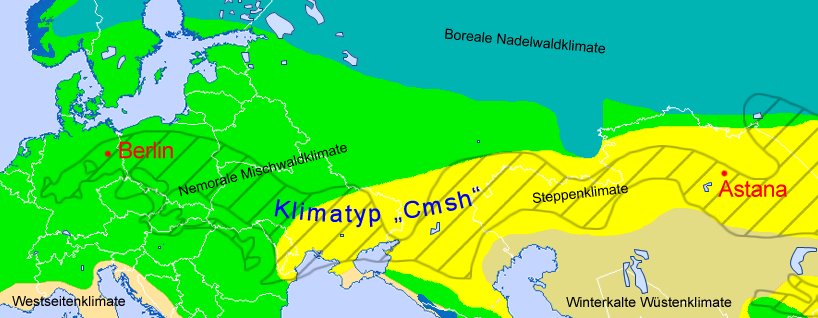
Beispielhafter Vergleich der ökophysiologischen Klassifikation mit den „elementaren“ Klimatypen (nach Schultz)

„Die Klassifikation ordnet sich zwischen den genetischen und effektiven Klassifikationen ein.“

Auf den ersten Blick erzeugt der ökophysiologische Ansatz ein wesentlich detailliertes Kartenbild als genetische Ansätze. Vergleicht man jedoch die Grenzziehungen mit effektiven Ansätzen (oder Karten der Vegetationszonen), so fällt auf, dass es erhebliche Abweichungen gibt. Tatsächlich bildet diese Klassifikation die erfassten thermischen und hygrischen Verhältnisse auf der Erde ab, ohne eine Übereinstimmung mit den „geobotanischen Realitäten“ zu suchen: So liegt etwa Berlin – als Ort inmitten der (effektiven) Laubmischwaldklimate – ökophysiologisch im gleichen Klimatyp (Cmsh = „kühlgemäßigt, jeweils 5–6 Monate thermische (mittellange) und hygrische (subhumide) Vegetationszeit“) wie die kasachische Hauptstadt Astana, die andererseits klar den Steppenklimaten zuzurechnen ist. Ursache ist die fehlende Berücksichtigung der „tatsächlichen“ Vegetationsdauer, die sich aus der Schnittmenge beider Parameter ergibt: So fallen beide Vegetationszeiten in Berlin länger zusammen als in Astana, womit die unterschiedliche Waldfähigkeit erklärt wird.

## Klimatypen im „Baukastensystem“

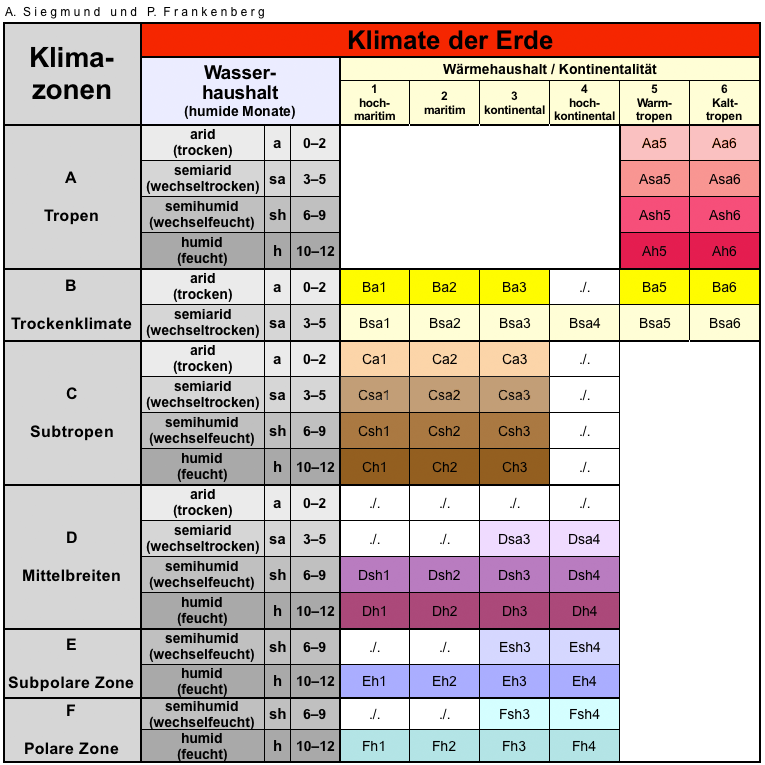
Klimaschlüssel nach Siegmund & Frankenberg: Reale Kombinationen (Die Farben in der Tabelle entsprechen nur ungefähr den Farben der Klimakarte aus dem Diercke Weltatlas)

Ein weiterer bekannter integrativer Ansatz sind die Klimatypen im „Baukastensystem“, den Alexander Siegmund zusammen mit Peter Frankenberg 1999 entwickelt und 2006 überarbeitet und ergänzt hat. Er ist sehr klar strukturiert und hat als einziger didaktische Aspekte in sprachlicher und terminologischer Hinsicht berücksichtigt. Die Klassifikation beruht nur auf den drei Klimaelementen Temperatur, Niederschlag und potenzielle Landschaftsverdunstung und verzichtet auf einen Abgleich mit der Vegetation, sodass die sonst zwangsläufigen „Anlehnungen“ (effektiver Entwürfe) an Modelle der Biogeographie entfallen und ausschließlich das Klima (wie bei genetischen Entwürfen) betrachtet wird. Schlussendlich wurde das Problem der starken Abweichungen durch extrazonale Höhenklimate unkonventionell „umgangen“, indem die realen Temperaturen über Landflächen mit Hilfe eines gemittelten Temperaturgradienten auf Meereshöhe umgerechnet wurden („als ob die Gebirge nicht existieren würden“). Die Autoren sprechen zwar von einer effektiven Gliederung, die vorgenannten Besonderheiten lassen den Ansatz jedoch eher integrativ erscheinen.

### Methodik und Ausformung
Das „Baukastensystem“ hat vier Gliederungsebenen, die aufeinander aufbauen.
In der ersten Ebene werden fünf thermisch definierte, weltumspannende Klimazonen nach der Jahresdurchschnittstemperatur festgelegt (Abfolge: Polare Zone bis –10 °C / Subpolare Zone bis 0 °C / Mittelbreiten bis 12 °C / Subtropen bis 24 °C / Tropen über 24 °C). Hinzu kommt im zweiten Schritt eine sechste Zone (B) mit mittlerem Jahresniederschlag unter 250 mm. Zur Bezeichnung werden Großbuchstaben wie bei Köppen & Geiger sowie Lauer & Frankenberg verwendet. Die Zonennamen ändern sich von der ersten zur zweiten Ebene wie folgt: Heiße Zone → Tropen (A), Trockenklimate (B), Warme Zone → Subtropen (C), Kühle Zone → Mittelbreiten (D), Kalte Zone → Subpolare Zone (E), Eiszone → Polare Zone (F).
Die dritte Ebene bezieht die Anzahl humider Monate mit vier hygrischen Klimatypen ein: arid (a) mit 0–2 humiden Monaten, semiarid (sa) mit 3–5 humiden Monaten, semihumid (sh) mit 6–9 humiden Monaten und humid (h) mit 10–12 humiden Monaten. In Kombination mit den beiden ersten Ebenen entstehen so 18 thermisch-hygrische Klimatypen zuzüglich der Lage großflächiger Höhenklimate (die jedoch nicht differenziert werden).
Im vierten und letzten Schritt wird der thermische Kontinentalitätsgrad berücksichtigt, der sich aus der Differenz zwischen höchster und niedrigster Durchschnittstemperatur im Jahr (Jahresamplitude) ergibt: hochmaritim (1) unter 10 K, maritim (2) 10–20 K, kontinental (3) 20–30 K und hochkontinental (4) über 40 K.
Schlussendlich ergeben sich insgesamt 68 (bis 96 mögliche) Klimatypen, die sich aus den Kombinationen der drei Klimaelemente ergeben.

### Abweichungen gegenüber anderen Modellen

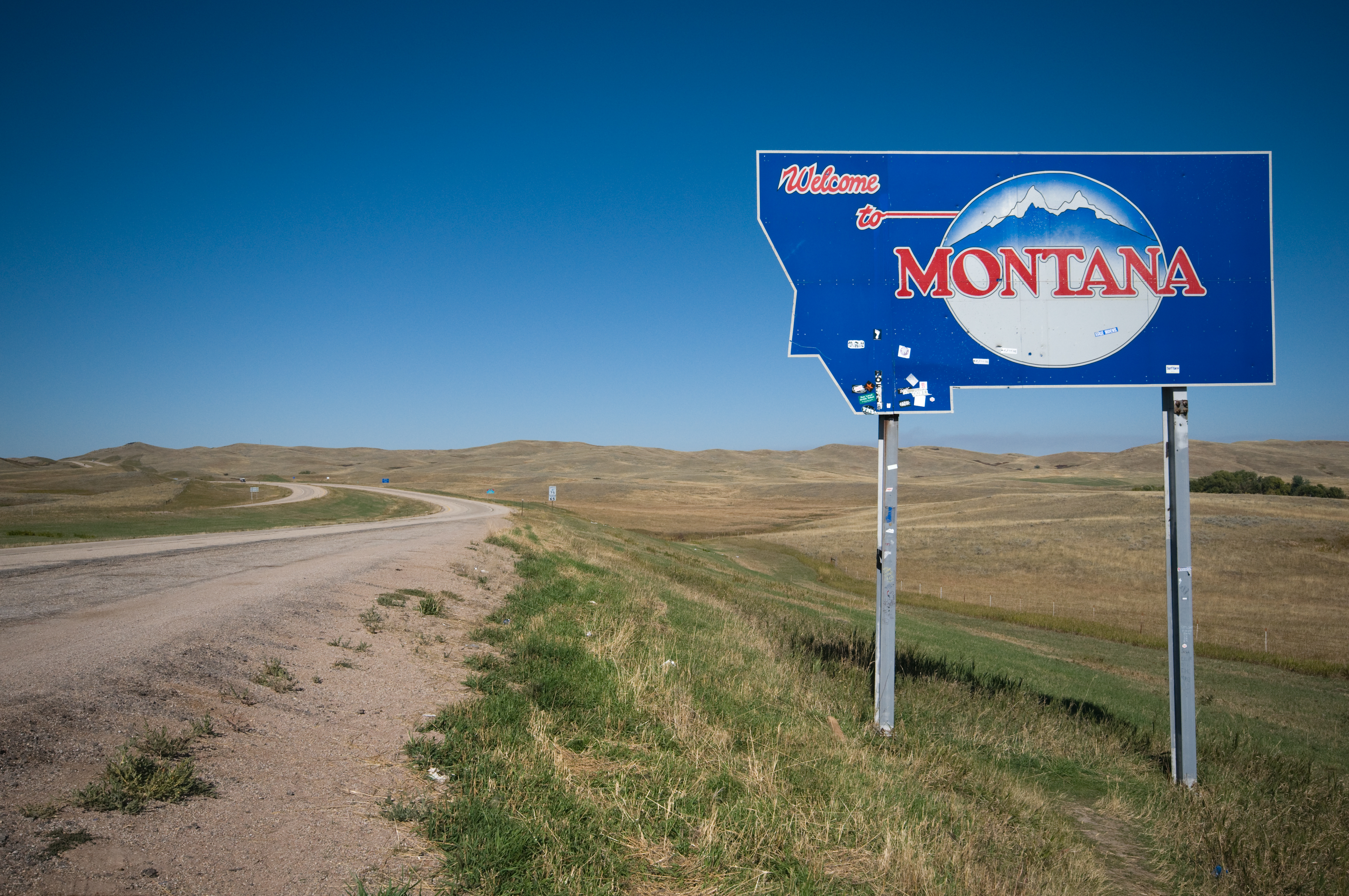
Great Plains in Montana: Gemäßigt-trocken-kontinentales Klima der kollinen Höhenstufe (1300 m) in der subtropischen Klimazone

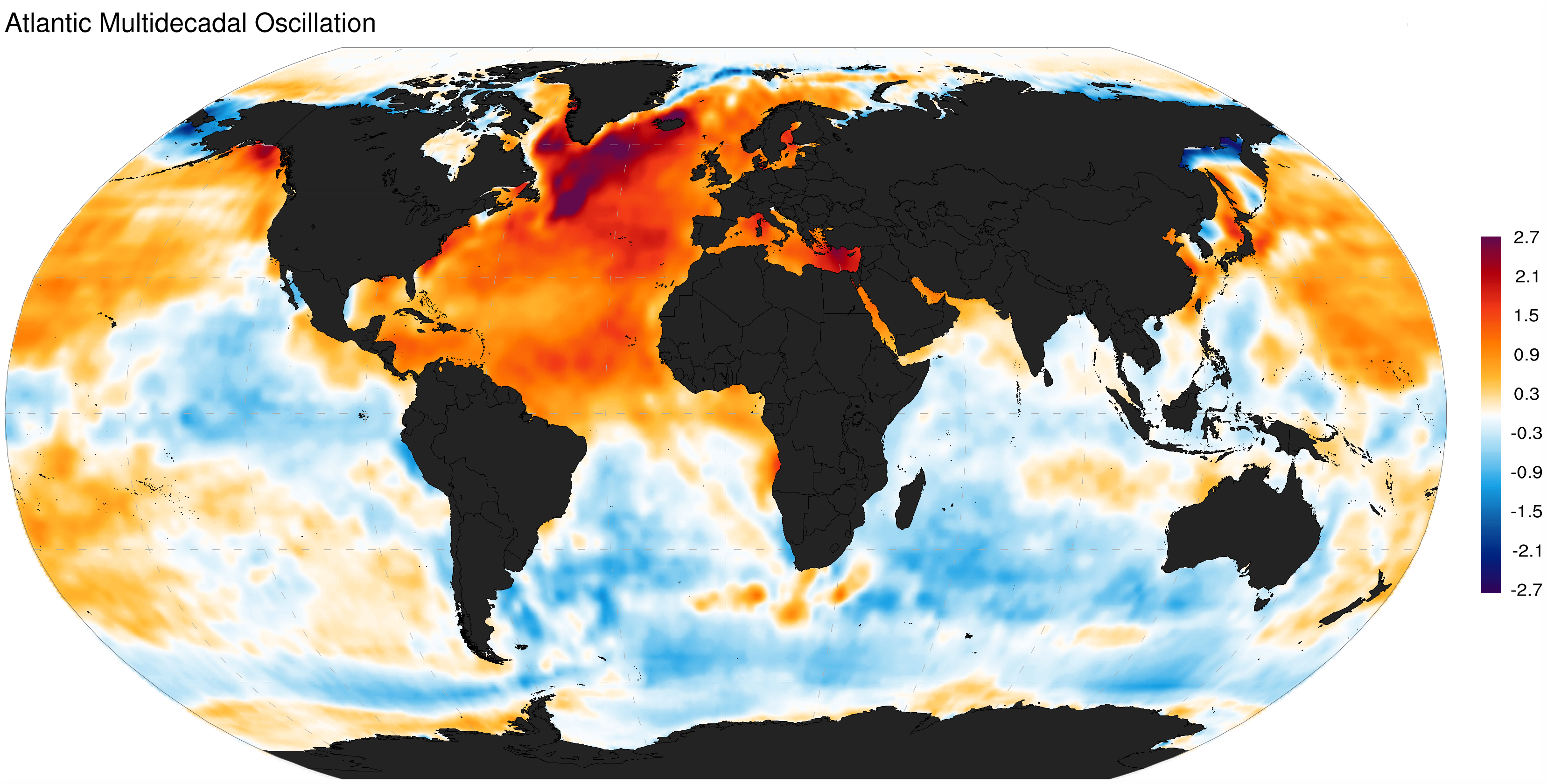
Der klimabeeinflussende Wärmetransport durch den Golfstrom aus der Karibik in den hohen Norden wird besonders deutlich bei Betrachtung der (umstrittenen) Atlantischen Multidekaden-Oszillation

Auch der Ansatz von Siegmund & Frankenberg führt erwartungsgemäß zu auffallend großen Abweichungen gegenüber den effektiven Klimaklassifikationen. Dies hat vor allem zwei wesentliche Ursachen, die im Folgenden beispielhaft erläutert werden:

#### „Kalte Subtropen“
Insbesondere in Hochasien und den nordamerikanischen Great Plains verläuft die Grenze der nördlichen Subtropen über 1000 Kilometer weiter nördlich als in anderen Modellen. Beide Regionen sind zum größten Teil von sehr großräumigen Hochebenen geprägt, die von den Küsten fast unmerklich in immer größere Höhen führen, sodass bereits weit entfernt von markanten Gebirgszügen Höhenstufenklimate mit wesentlich tieferen Mitteltemperaturen vorherrschen. Bei anderen Klimaklassifikationen werden zwar „echte“ Gebirge (zumeist durch schwarze Flächen) als „Störung“ der Linienverläufe gekennzeichnet, nicht jedoch die sogenannten Piedmont Plateaus. Die konsequente Umrechnung der Temperaturen auf das Niveau der Meereshöhe bei Siegmund & Frankenberg kann als Vor- oder Nachteil aufgefasst werden: Während die (theoretische) Ausdehnung der weltumspannenden Subtropenzone (sowie aller Klimazonen) korrekter dargestellt wird als auf anderen Karten, führt die Ableitung tatsächlich vorhandener Klimaverhältnisse über Piedmont Plateaus zu falschen Schlussfolgerungen, wenn der Betrachter keine Kenntnis der Topographie und damit verbundener Höhenklimate hat.

#### „Warme Subarktis“
Der Bezug auf das Pflanzenwachstum vieler effektiver Klassifikationen im Vergleich zu den rein abstrakt definierten Klimagrenzen nach Siegmund & Frankenberg wird vor allem bei der Betrachtung der Mittelbreiten über Europa deutlich: Nach Köppen & Geiger befindet sich etwa die über dem Polarkreis liegende norwegische Küstenstadt Hammerfest im subarktischen Nadelwaldklima (Dfc) – die Vegetationsperiode überschreitet selten drei Monate im Jahr und die Mitteltemperatur des kältesten Monats liegt zwischen 0 und −38 °C. Nach Siegmund & Frankenberg wird sie jedoch dem Klima der ozeanisch feuchten Mittelbreiten (Dh2) zugeordnet – Jahresmittel 0–12 °C, 10–12 humide Monate und Jahresschwankung der monatlichen Mitteltemperaturen von 10–20 °C. Zu dieser Kategorie gehören jedoch genauso Orte im ozeanischen Mitteleuropa wie etwa Amsterdam, die nach Köppen & Geiger dem kühlgemäßigten Buchenklima (Cfb) mit 4 Monaten über 10 °C und keinem Monatsmittel unter 0 °C entsprechen. Der Bezug auf die Jahresmitteltemperatur stellt keinen Bezug zur Vegetation her, sondern betont den Einfluss des Golfstroms, der sehr viel Wärme von den Tropen in den Nordatlantik transportiert.